# Appiano Buonafede
Appiano Buonafede, nome religioso di Tito Benvenuto Buonafede (Comacchio, 4 gennaio 1716 – Roma, 17 dicembre 1793), è stato un religioso e letterato italiano, procuratore e prefetto generale della Congregazione dei celestini.

## Biografia

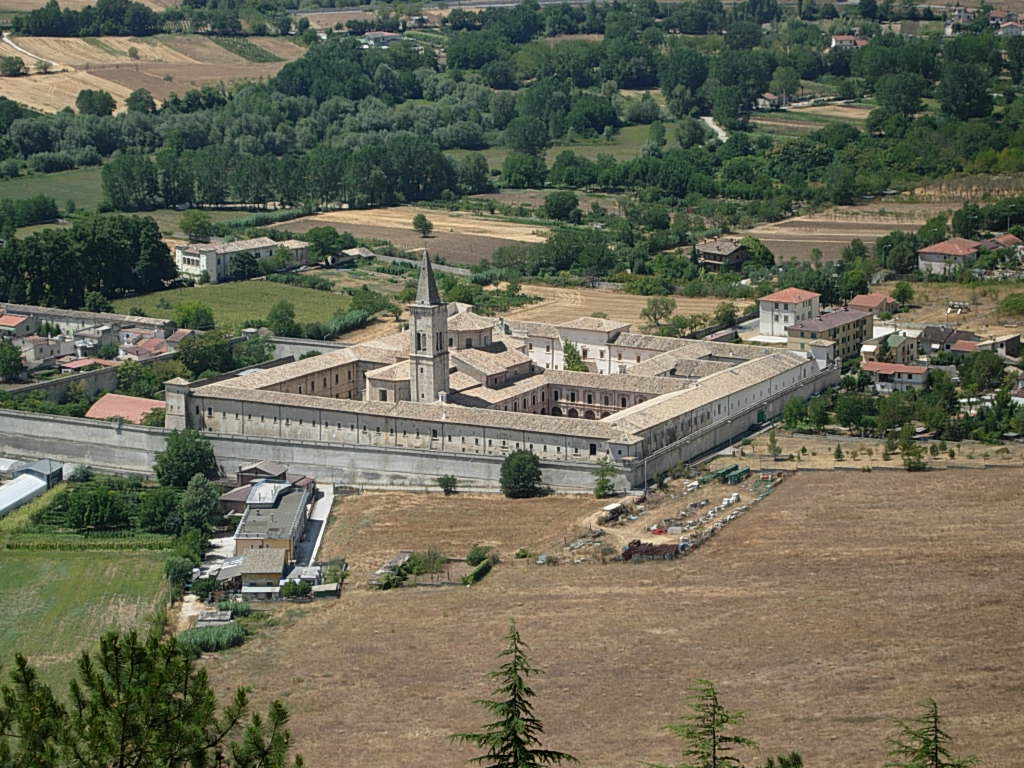
Abbazia di Santo Spirito al Morrone (Abruzzo), sede del prefetto generale dei Celestini e dimora temporanea di Buonafede

Nato nel 1716 in una famiglia patrizia, dopo aver frequentato le prime scuole nella natia Comacchio, rimasto orfano del padre, per poter proseguire gli studi entrò nel 1734 nella Congregazione dei celestini, mutando il nome secolare di Tito Benvenuto in quello religioso di Appiano. 
Dopo aver frequentato il corso di filosofia a Bologna, dal 1737 seguì quello successivo di teologia a Roma. 
Conclusi i tre di anni di studio romani, fu trasferito a Napoli come predicatore e insegnante di teologia.
Nella città partenopea pubblicò nel 1745 Ritratti poetici, storici e critici, opera accolta favorevolmente negli ambienti culturali napoletani frequentati da Buonafede, nella quale convivono giudizi critici su alcuni importanti esponenti del pensiero moderno (quali Machiavelli e Spinoza), con parziali accoglimenti di altri (Cartesio e Locke), in uno stile composito tra il barocco e l'arcadico.
Nel 1749 fu nominato abate di un monastero pugliese, per passare poi in uno di Bergamo e in una badia di Rimini. Nel 1754 Buonafede entrò nell'Accademia dell'Arcadia, assumendo il nome di Agatopisto Cromaziano con il quale diede alle stampe numerosi lavori. Nel 1771, anche grazie alla benevolenza con cui le gerarchie della Chiesa avevano accolto i suoi scritti, fu nominato procuratore generale della Congregazione e trasferito a Roma. Sei anni dopo, divenne prefetto generale e, per ragioni del suo ufficio, fu obbligato a risiedere nell'abbazia di Santo Spirito al Morrone, nei pressi di Sulmona. Buonafede, che a Roma aveva goduto della benevolenza di Clemente XIV e di quella dei salotti letterari e arcadici, non si trovò a proprio agio nell'isolamento della nuova residenza. Trascorsi i tre anni dell'incarico di prefetto, nel 1780 assunse nuovamente l'ufficio di procuratore generale per poi dimettersi nel 1782.
Nel 1785 papa Pio VI lo nominò abate perpetuo di Sant'Eusebio, incarico che, senza richiedere eccessive cure, assicurò al Buonafede quei benefici economici che gli consentirono di attendere tranquillamente ai suoi lavori letterari e filosofici e di completare l'opera, dedicata allo stesso pontefice, Della restaurazione di ogni filosofia, particolarmente critica verso il pensiero moderno che aveva voluto rendersi indipendente dall'insegnamento della Chiesa cattolica.
Morì a Roma, ormai infermo, a settantasette anni, nel 1793.

## La polemica con il Baretti

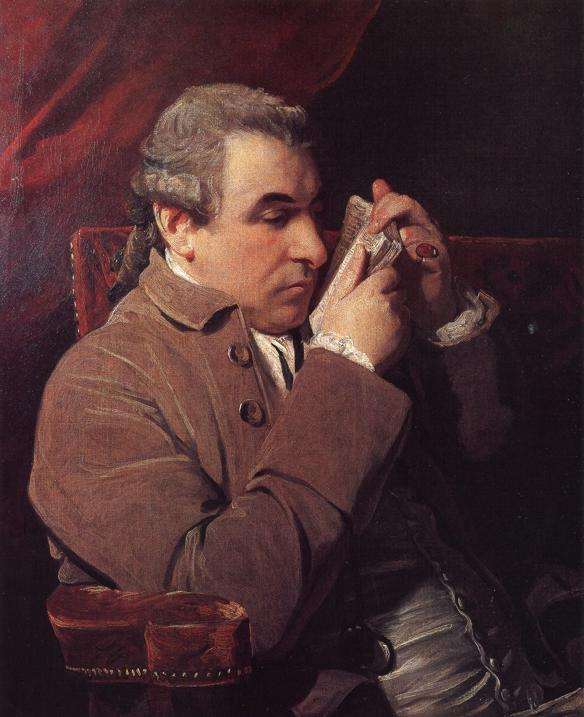
Il critico letterario Giuseppe Baretti: ebbe un'accesa polemica con Buonafede

Nel 1754 Buonafede pubblicò il Saggio di commedie filosofiche, contenente un testo in endecasillabi I filosofi fanciulli che, in uno stile comico, criticava celebri filosofi dell'antichità riportando, fuori dal contesto, citazioni dei loro scritti. Venivano beffeggiati, tra gli altri, Socrate, Democrito e Anassagora. L'opera trovò qualche apprezzamento. Dieci anni più tardi, nel 1764, Giuseppe Baretti, scrittore e critico letterario torinese, in un numero del suo periodico la Frusta letteraria nel quale era solito firmarsi con lo pseudonimo di Aristarco Scannabue, espresse giudizi negativi sul Saggio del Buonafede trovandolo irrilevante e privo di comicità. L'abate, punto sul vivo, replicò immediatamente con il libello, dai toni assai aspri, Il bue pedagogo (1764). Gli rispose ancora Baretti con una nutrita serie di articoli, Discorsi fatti dall'autore della Frusta letteraria al reverendissimo padre don Luciano Firenzuola da Comacchio autore del Bue pedagogo,  pubblicati su diversi numeri della Frusta.

La polemica, una delle più aspre e celebri delle cronache letterarie italiane del Settecento, proseguì ancora: Buonafede fece pressioni verso i responsabili della Repubblica di Venezia affinché eliminassero gli articoli apparsi sulla Frusta e perché Baretti fosse poi espulso dallo Stato Pontificio quando si trasferì ad Ancona. Il critico torinese non fu lasciato tranquillo neppure quando fuggì in Inghilterra: l'irriducibile Buonafede lo accusò allora di simpatie verso il protestantesimo.

## Il giudizio della critica
Il giudizio di Benedetto Croce fu piuttosto negativo: scrisse che le opere del Buonafede erano il risultato di «un ingegno da predicatore e da predicatore mestierante, che ha un impegno da assolvere, un sentimento da inculcare, un nemico da abbattere» senza che possano distrarlo dal suo fine «né la ricerca della verità delle cose né l'ammirazione di quel che è bello».
Più positivo il giudizio dello storico della letteratura Giulio Natali, che, nella voce redatta per l'Enciclopedia Italiana, giudicò il Buonafede: «uomo d'ingegno acutissimo [...] scrittore non volgare, spesso arguto e vivace» e «dotato di dottrina assai superiore a quella del Baretti».

## Opere

Delle conquiste celebri, 1763 (Fondazione Mansutti, Milano).

- Ritratti poetici, storici e critici di varj uomini di lettere di Appio Anneo de Faba Cromaziano[4], Napoli, Stamperia di Giovanni di Simone, 1745.
- Saggio di commedie filosofiche con ampie annotazioni di A. Agatopisto Cromaziano, Faenza, pel Benedetti impressor vescovile, e delle insigni Accademie degl'illustrissimi sigg. Remoti e Filoponi, 1754.
- Sermone apologetico di T.B.B.[5] per la gioventù italiana contro le accuse contenute in un libro intitolato Della necessità e verità della religione naturale, e rivelata, Lucca, per Filippo Maria Benedini, 1756.
- Della malignità istorica discorsi tre di A. B. contro Pier Francesco Le Courayer nuovo interprete della Istoria del Concilio di Trento di Pietro Soave, Bologna, per Lelio dalla Volpe impr. dell'Instituto delle Scienze,1757.
- Dell'apparizione di alcune ombre novella letteraria di T.B.B., Lucca, appresso Jacopo Giusti nuovo stampatore alla Colonna del Palio, 1758.
- Istoria critica e filosofica del suicidio ragionato di Agatopisto Cromaziano, Lucca, Stamperia di Vincenzo Giuntini, a spese di Giovanni Riccomini, 1761 (Edizione digitalizzata (1788)).
- Delle conquiste celebri esaminate col naturale diritto delle genti libri due di Agatopisto Cromaziano ..., Lucca, per Giovanni Riccomini, 1763.
- Il bue pedagogo novelle menippee di Luciano da Fiorenzuola contro una certa Frusta pseudoepigrafa di Aristarco Scannabue, Lucca, 1764.
- Versi liberi di Agatopisto Cromaziano messi in luce da Timoleonte Corintio con una epistola della libertà poetica ..., Cesena , Società di Pallade per Gregorio Biasini al Palazzo Dandini, 1766.
- Della istoria e della indole di ogni filosofia di Agatopisto Cromaziano, 7 voll., Lucca, per Giovanni Riccomini, 1766-1781.
- Il genio borbonico, versi epici di Agatopisto Cromaziano nelle nozze auguste delle altezze reali di Ferdinando di Borbone, infante di Spagna ... e di Maria Amalia, arciduchessa infanta, Parma, per Filippo Carmignani, stampatore per privilegio di sua altezza reale, 1769.
- Della restaurazione di ogni filosofia ne' secoli XVI, XVII e XVIII di Agatopisto Cromaziano, 3 voll., Venezia, Stamperia Graziosi, 1785-1789. Edizione digitalizzata dell'ultimo volume[6]
- Della letteratura comacchiese lezione parenetica in difesa della patria di Agatopisto Cromaziano giuniore, Parma, Bodoni, 1786.
- Opere di Agatopisto Cromaziano, 16 voll., Napoli, presso Giuseppe Maria Porcelli, 1787-1789.
- Epistole tusculane di un solitario ad un uomo di città, Gerapoli, 1789.
- Storia critica del moderno diritto di natura e delle genti di Agatopisto Cromaziano, fa parte della Biblioteca cristiano-filosofica decennio primo, consacrato alla divinità..., vol. 10, Firenze, nella Stamperia della Carità, 1799.